# Morone
Morone és un gènere de peixos pertanyent a la família dels morònids.

## Taxonomia
- Morone americana (Gmelin, 1789)[3][4][5]
- Morone chrysops (Rafinesque, 1820)[6]
- Morone mississippiensis (Jordan & Eigenmann, 1887)[7]
- Morone saxatilis (Walbaum, 1792)[8][9][10][11][12][13]